# 멀티미디어 메시지 서비스
멀티미디어 메시지 서비스(Multimedia Messaging Service, MMS)는 글자 위주의 단문 메시지 서비스(SMS)를 확장해 160개 이상의 문자(characters) 및 사진, 소리, 동영상 등의 멀티미디어 메시지를 만들어 보내는 방식이다. 카메라나 MP3 플레이어가 내장된 휴대 전화에 대부분 탑재되어 있으므로 대개 이 서비스를 이용하면 쉽게 사진을 찍어 메시지를 전송할 수 있다.
이에 대한 표준은 오픈 모바일 얼라이언스(Open Mobile Alliance, OMA)가 개발해 놓고 있지만 개발하는 동안에는 3GPP와 WAP 그룹의 일부였다. 대한민국에서는 모든 통신사업자가 서로 다른 이름으로 서비스하고 있다. 이를테면 KT는 '멀티메일', SK텔레콤은 '컬러메일', LG U+는 'Shot메일' 등 사업자별로 서비스하는 이름이 다르다.

## MMS 시스템의 구성 요소
- MMS 클라이언트 : 무선 단말기
- MMS 프록시-릴레이 : 멀티미디어 메시지를 전달
- MMS 서버 : 멀티미디어 메시지를 저장
- 이메일 서버 : SMTP와 POP/IMAP을 제공
- SMS 서버 : 베어러로써 메시지 알림

## MMS의 구조
- MMS와 인터넷 이메일 : 'X-Mms' 헤더를 붙여 SMTP나 POP/IMAP과 통신
- MMS의 주소 방식 : 인터넷 주소 방식과 무선 네트워크 주소 방식
- MMS 메시지 표시 : WML, SMIL
- MMS의 보안 : WTLS, WIM, PKI, S/MIME

## 같이 보기
- 단문 메시지 서비스
- 휴대 전화 문자 입력 방식